# 미야기현 제6구
미야기현 제6구(일본어: 宮城県第6区)는 일본의 중의원 선거구이다. 1994년 공직선거법이 개정되면서 신설되었다.

## 지역
- 게센누마시
- 구리하라시
- 도메시
- 오사키시

2013년에 실시된 선거구 조정에 따라 옛 후루카와 시 구역은 제4구에서 제6구로 편입되었다. 또한 2017년에 실시된 선거구 조정에 따라 모토요시군 미나미산리쿠정 구역이 제6구에서 제5구로 편입되었다.

## 역대 국회의원
| 선거          | 선거              | 의원              | 정당   |
| ------------- | ----------------- | ----------------- | ------ |
|               | 1996년 제41회     | 기쿠치 후쿠지로   | 자민당 |
| 1997년 재보궐 | 오노데라 이쓰노리 |                   | 자민당 |
|               | 2000년 재보궐     | 오이시 마사미쓰   | 민주당 |
| 2000년 제42회 |                   | 오이시 마사미쓰   | 민주당 |
|               | 2003년 제43회     | 오노데라 이쓰노리 | 자민당 |
| 2005년 제44회 |                   | 오노데라 이쓰노리 | 자민당 |
| 2009년 제45회 |                   | 오노데라 이쓰노리 | 자민당 |
| 2012년 제46회 |                   | 오노데라 이쓰노리 | 자민당 |
| 2014년 제47회 |                   | 오노데라 이쓰노리 | 자민당 |
| 2017년 제48회 |                   | 오노데라 이쓰노리 | 자민당 |